# قطعنامه ۱۴۴۰ شورای امنیت
قطعنامه ۱۴۴۰ شورای امنیت سازمان ملل متحد که در تاریخ ۲۴ اکتبر ۲۰۰۲ تصویب شد، سندی بین‌المللی دربارهٔ تهدید صلح و امنیت بین‌المللی ناشی از اقدامات تروریستی است. این قطعنامه طی نشست ۴۶۳۲ام با ۱۵ رای موافق، ۰ مخالف و ۰ ممتنع تصویب شد.